# AN/SPY-1

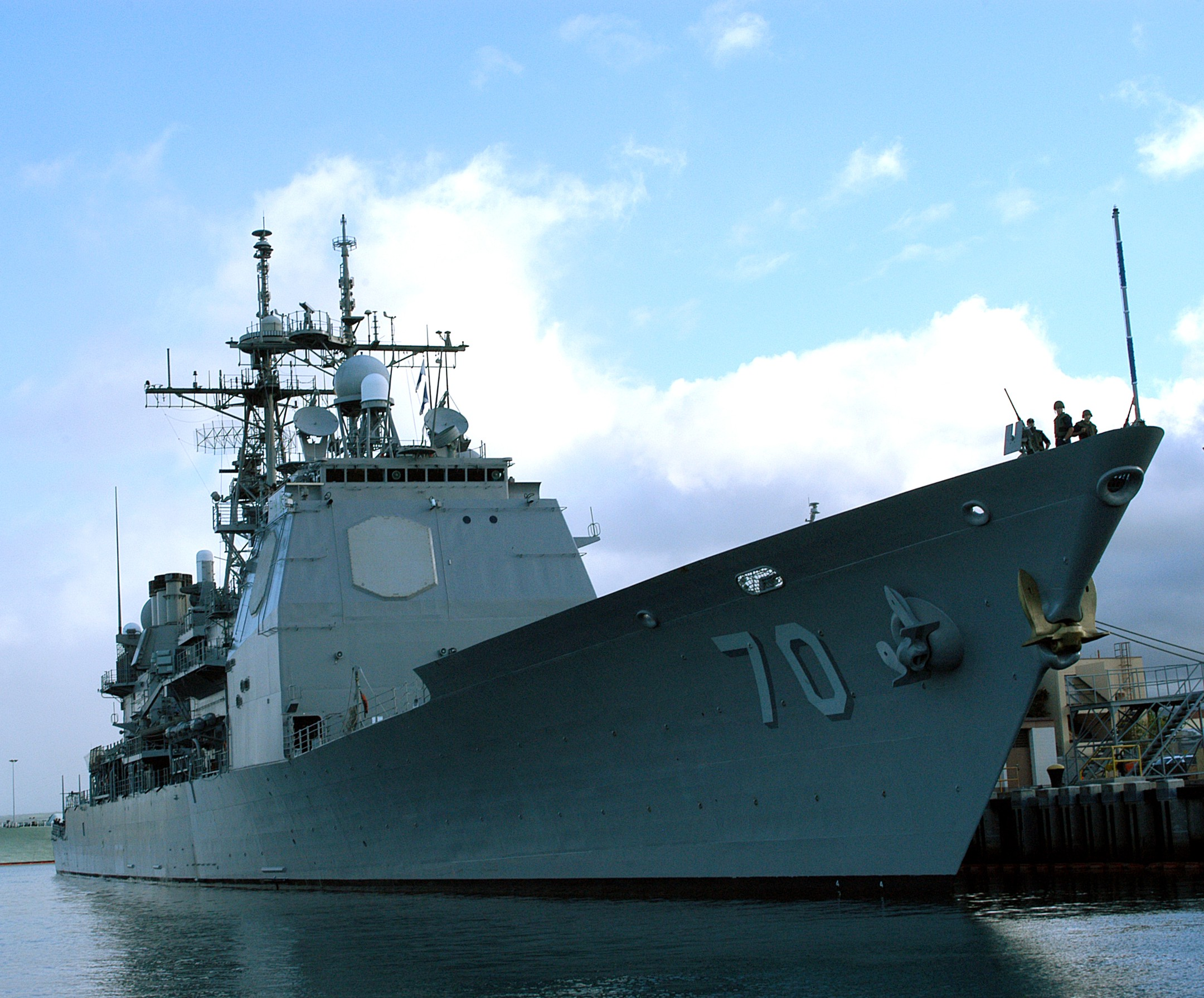
AN/SPY-1

AN/SPY-1은 미국 록히드 마틴이 제작한 이지스 전투 시스템용 레이더이다.

## 역사
AN/SPY-1은 PESA 시스템이다. 이것은 이지스 전투 시스템의 핵심 구성요소이다.
시스템이 처음 선보인 것은 1973년에 USS 노턴 사운드 (AVM-1) 함에 장착된 것이었고, 처음 실전배치된 것은 1983년, USS 타이콘데로가 이지스 순양함에 장착된 SPY-1A 이었다.
SPY-1D 가 알레이버크에 처음 설치된 것은 1991년이다. 이것은 1B 형을 알레이버크급에 맞게 개량한 것이다.
SPY-1F 레이다는 프리깃함에 맞게 축소된 버전이다. 미국 해군은 사용하지 않고, 스페인과 노르웨이가 사용한다. 1F 형의 기원은 독일 해군이 1980년대에 제안한 Frigate Array Radar System (FARS)으로 거슬러 올라간다. 노르웨이군에 따르면, SPY-1F의 탐지거리는 200 해리 (370 km)라고 한다.
이지스 순양함은 발사된 스탠다드 미사일이 목표물을 최종 요격하기 몇 초전에 종말 유도를 지시하기 위해서 AN/SPG-62 일루미네이터의 목표조사를 필요로 한다.
미국은 AN/SPY-1 보다 수십배 성능이 향상된 AN/SPY-6을 이지스함, 항공모함 등에 장착할 계획이다.

## 제원
- 제조국: 미국
- 제조사: 록히드 마틴
- 소개: 1973년
- 유형: 3차원 대공 레이다
- 주파수: S 밴드 (3.1 – 3.5 GHz)
- 동시추적 표적: 동서남북 방향 4개의 레이더가 200개씩 총 800개의 지상, 해상 및 공중에 있는 다수의 목표물을 동시에 탐지해 요격할 수 있다. 최대 24개의 목표물을 동시에 추적해 수퍼컴퓨터가 함대 교리를 기반으로 가장 위협적인 표적순으로 사전에 설정된 우선 순위를 정하고 공격할 수 있다.
- 탐지거리: 175 해리(320km; SAM belt), 시스키밍 미사일 45해리(83km), 탄도미사일 식별(925km)
- 탐지각도(Azimuth): 0-360°
- 최대출력: 6 MW (peak)
- 평균출력: 58 kW
- 이득: 42 dB

## 파생형
- AN/SPY-1 - 시제형. USS Norton Sound (AVM-1) 함에 장착.
- AN/SPY-1A - 1번함 타이콘데로가부터 12번함까지 장착.
- AN/SPY-B - 타이콘데로가 급 CG-59 순양함 이후부터 장착.
- AN/SPY-1B(V) - SPY-1B 형의 업그레이드 버전. CG-59함과 그 후속함까지 SPY-1B(V)레이다로 갱신되었다. 13번함에서 27번함 포트 로얄까지 15 척에 탑재.
- AN/SPY-1D - 1B 형을 알레이 버크급 구축함에 적합하게 개량한 버전.
- AN/SPY-1D(V) - SPY-1D의 개량형 모델로 연안작전에 적합하게 개량된 레이다이다. 알레이버크급 플라이트 IIA (오스카 오스틴) 이후 함정부터 탑재되는 레이다이다. KD-3도 이 레이다를 탑재하였다.
- AN/SPY-1F - 1D 형을 프리깃함에 적합하게의 소형화 시킨 버전 노르웨이 해군의 Fridtjof Nansen 급 프리깃함이 이 레이다를 탑재한다.
- AN/SPY-1K - 가장 작은 버전. 레이다 안테나 소자를 912개로 줄였다. 코르벳함에 맞게 축소된 버전. 계획으로는 이스라엘에 대해 제시되고있는 AFCON 경구축함 (2700 톤)과 미국 연안의 프리덤급 전투함에 탑재하려는 계획이 있었다. 도입한 국가는 없으며 잠정적으로 계획 자체가 취소된 상태이다.

### 모듈 소자
- AN/SPY-1B/D: 4,350
- AN/SPY-1D(V): 4,350
- AN/SPY-1F: 1,856
- AN/SPY-1F(V): 1,856
- AN/SPY-1K: 912

## 같이 보기
- 이지스 시스템
- FCS-3
- SAMPSON
- SMART-L
- OPS-24
- AN/SPY-3